# Gelbschnabel-Drosselhäherling

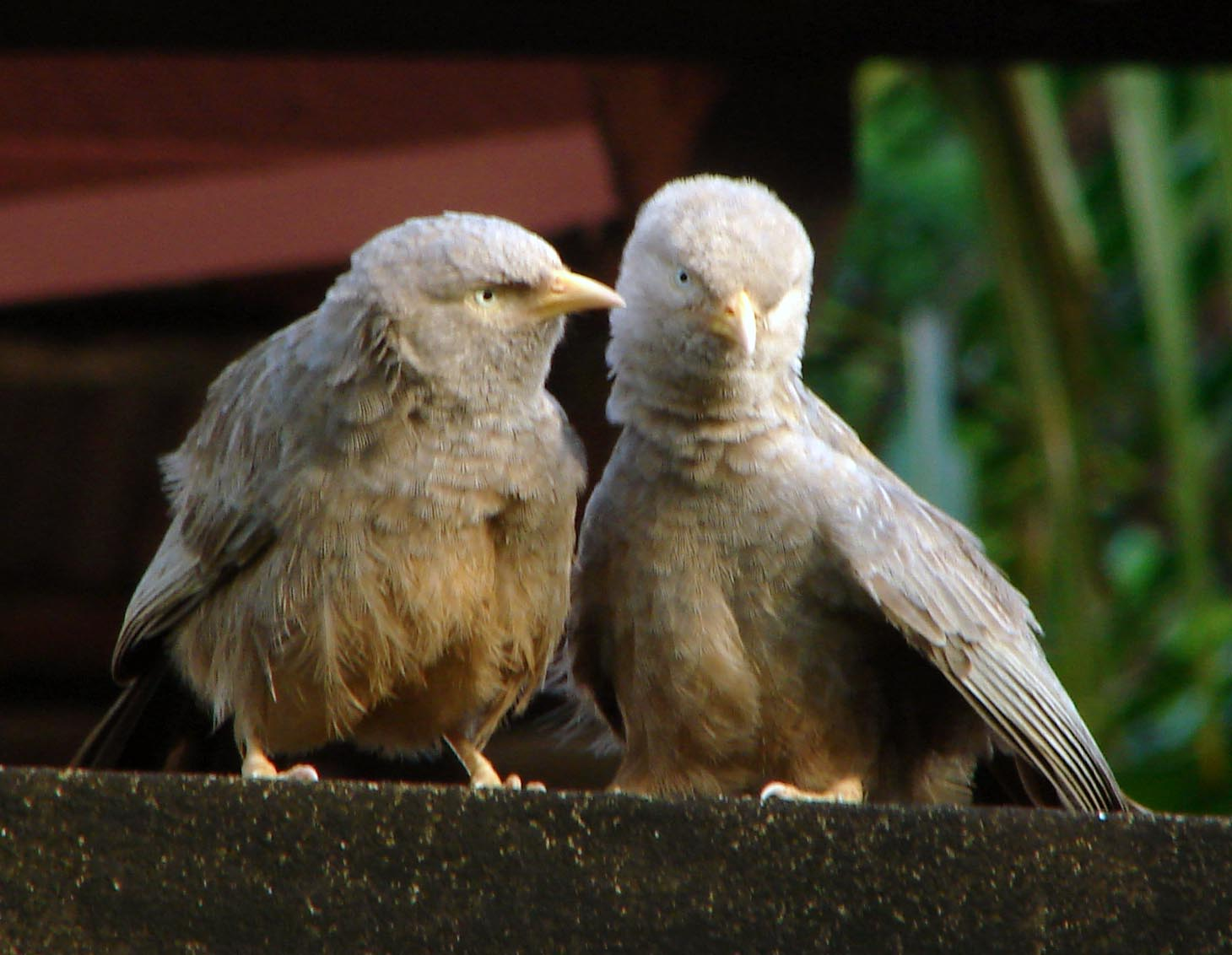
Gelbschnabel-Drosselhäherlinge der Unterart A. a. taprobanus von Sri Lanka

Der Gelbschnabel-Drosselhäherling (Argya affinis, Syn.:  Turdoides affinis), auch Gelbschnabeldrossling genannt, ist eine Vogelart aus der Familie der Häherlinge (Leiothrichidae), deren Vertreter früher zu den Timalien gezählt wurden. Er ist im Südteil des Indischen Subkontinents und auf Sri Lanka beheimatet.

## Beschreibung
Der Gelbschnabel-Drosselhäherling ist mit 23 cm Körperlänge gut starengroß, das Gewicht liegt bei 63 g. Im Vergleich zu anderen Drossling-Arten ist er mittelgroß und hat eine sehr helle Kopffärbung. Die Iris ist gräulich weiß bis hellblau. Beine, Füße und Schnabel sind gelb. Das Brustgefieder wirkt etwas geschuppt, der zusammengelegte Flügel zeigt ein graues Feld. Der Schwanz ist an der Basis heller graubraun, im hinteren Teil dunkel. Die Geschlechter unterscheiden sich äußerlich nicht. Vögel im Jugendkleid sind weniger auffällig geschuppt als adulte Vögel.
Bei adulten Vögeln der Nominatform reicht das Graubeige des Oberkopfs bis unter das Auge und läuft in das Hellgrau des Nackens aus. Die Ohrdecken sind hell graubraun mit gelblich beigem Anflug. Kinn, Kehle und Brust sind matt braun mit hellbraunen Säumen, die ein Schuppenmuster bilden. Die langen, weißlichen Schaftstriche auf der unteren Brust setzen sich auf den beigebraunen Federn des vorderen Bauchs und der Flanken fort; die übrige Unterseite ist heller beigebraun und ungemustert. Rücken- und Schultergefieder sind streifig braungrau. Der Bürzel ist hell bräunlich grau gefärbt. Der Oberflügel ist matt graubraun mit hellgrauen Säumen auf den Schwungfedern. Die hell graubraunen Steuerfedern sind auf dem apikalen Drittel dunkelbraun mit etwas hellerer Bänderung.

## Stimme
Diese soziale Art ist sehr ruffreudig, wobei die stimmlichen Äußerungen schärfer und melodischer sind als beim Dschungeldrosselhäherling. Von aufgeregten Trupps ist oft ein hohes, klingelndes Zwitschern zu hören, das in Tonhöhe und Lautstärke variiert, an- und abschwillt. Von Einzelvögeln sind verschiedene, meist sehr hohe Laute zu vernehmen, wie ein hohes, schwirrendes Zwitschern mit betonten Einzellauten. Der Alarmruf wird als kiek beschrieben, auf den oft ein tieferes, weiches und wiederholtes kürr folgt, falls die Gefahr anhält. Bei Kämpfen oder beim Hassen wird ein hohes, lautes Pfeifen vorgebracht. Vom Trupp getrennte Vögel geben ein zwitscherndes kikikiki von sich oder bei Bedrohung ein lautes Heulen. In Trupps bei der Nahrungssuche fungiert ein kurzes, tiefes ke als Kontaktruf, das beim Abfliegen des Trupps zu einem kekeke gereiht wird.

## Verbreitung und Bestand
Die Verbreitung des Gelbschnabel-Drosselhäherlings erstreckt sich vom südlichen Maharashtra und vom südöstlichen Madhya Pradesh südwärts über die indische Halbinsel und umfasst auch Rameswaram und Sri Lanka. Die Art ist nicht bedroht. In Indien ist sie lokal, in Sri Lanka fast überall häufig – sie fehlt dort nur in höheren Lagen.

## Geografische Variation
Es werden zwei Unterarten anerkannt. Bei A. a. taprobanus ist das Gefieder an Kopf und Oberseite dunkler grau überwaschen als bei der Nominatform. Die Federn an Kinn, Kehle und Brust sind hellbraun und grau, so dass das schuppige Muster weniger offensichtlich ist.
- A. a. affinis (Jerdon, 1845) – südliches Indien (mit Rameswaram)
- A. a. taprobanus Ripley, 1958 – Sri Lanka

## Lebensweise
Der Gelbschnabel-Drosselhäherling bewohnt lichte Wälder und Sekundärbewuchs, trockene Gebüsche (vor allem, wenn sie aus Wandelröschen bestehen), Kulturland, dörfliche Siedlungen, Obst- und Stadtgärten sowie andere innerstädtische Bereiche. Im Unterschied zum ähnlichen Dschungeldrossling kommt die Art in trockeneren, lichteren Bereichen vor. Vielerorts sind beide aber im gleichen Lebensraum zu finden. Die Höhenverbreitung reicht bis 300 m, auf dem Festland seltener auch auf 1000 m hinauf. Auf Sri Lanka ist die Art teilweise in Höhen von 1700 m oder ausnahmsweise 2100 m zu finden.
Die Nahrung besteht vorwiegend aus Insekten wie Käfern, Heuschrecken, Zikaden, Raupen und Termiten sowie Spinnen. Ergänzend kommen wilde Feigen, Früchte von Ziziphus und Lantana, Getreide, Nektar und Abfälle hinzu. Eher selten werden auch Geißelspinnen oder Eidechsen gefressen. Die Nahrung wird vorwiegend auf dem Boden gesucht, gelegentlich werden aber auch Fangflüge unternommen. Oft werden auch Zweige und Blätter abgelesen, wobei die Vögel manchmal über Kopf hängen. Die Nahrungssuche erfolgt in Trupps, die sich manchmal auch mit anderen Häherling-Arten vergesellschaften.
Bruten kommen das ganze Jahr über vor – in Indien aber hauptsächlich von März bis November, in den trockenen Ebenen Sri Lankas von November bis März. Die Art lebt in kleinen Trupps von 3 bis 14 Individuen, die ein Territorium von 5,3 bis 9,3 ha durchstreifen und sich teils gegenseitig beim Brutgeschäft unterstützen. Das Nest ist ein loser Napf aus kleinen Zweigen, Würzelchen, trockenem Gras, Grünpflanzen, Blättern und manchmal auch Zeitungspapier. Es wird mit feinem Gras, Farnhalmen oder Würzelchen ausgekleidet und steht zwischen 1,2 und 6 m hoch in Dornsträuchern, Hecken oder kleinen Bäumen. Beide Partner beteiligen sich am Bau. Das Gelege besteht aus 2–5, in den meisten Fällen jedoch 3–4 dunkel grünlich blauen Eiern und wird 14–17 Tage lang bebrütet. Die Nestlinge werden von beiden Eltern gefüttert und fliegen nach etwa zwei Wochen aus. Danach werden sie sowohl von den Eltern, als auch von anderen Mitgliedern des Trupps gefüttert.
Die Art ist regelmäßig Wirt des Jakobinerkuckucks (Clamator jacobinus).